# 인스코비
주식회사 인스코비(INSCOBEE)는 대한민국의 알뜰폰, 시계, 바이오 기업이다.

## 역사 및 현황
1984년에 출시한 국내 토종 시계 '돌핀'을 제작한다.

## 자회사
- 아피메즈US
- 프리텔레콤
- 환경ENG